# Guido De Luigi
Guido De Luigi (Turim, 17 de março de 1963) é um ex-jogador de voleibol da Itália que competiu nos Jogos Olímpicos de 1984.
Em 1984, ele fez parte da equipe italiana que conquistou a medalha de bronze no torneio olímpico, no qual atuou em quatro partidas.